# Bezirksliga Mittelschlesien 1940/41
Die Bezirksliga Mittelschlesien 1940/41 (ab diesem Jahr 1. Klasse Mittelschlesien) war die achte Spielzeit der Bezirksliga Mittelschlesien. Sie diente, neben der Bezirksliga Niederschlesien 1940/41, der Bezirksliga Oberschlesien Ost 1940/41 und der Bezirksliga Oberschlesien West 1940/41 als eine von vier zweitklassigen Bezirksligen dem Unterbau der Gauliga Schlesien. Die Meister der vier Bezirksklassen qualifizierten sich für eine Aufstiegsrunde, in der die Aufsteiger zur Gauliga ausgespielt wurden.
Die Bezirksliga Mittelschlesien wurde in dieser Saison in zwei Gruppen mit je acht Mannschaften im Rundenturnier mit Hin- und Rückspiel ausgetragen. Die beiden Gruppensieger spielten in zwei Finalspielen den Bezirksmeister aus. Am Ende setzte sich die Reichsbahn SG Oels durch und qualifizierte sich dadurch für die Aufstiegsrunde zur Gauliga Schlesien 1941/42. Da beschlossen wurde, die Gauliga Schlesien zur nächsten Saison in die Gauliga Niederschlesien und die Gauliga Oberschlesien aufzuteilen, stiegen alle Mannschaften aus dieser Aufstiegsrunde auf. Zusätzlich spielten die beiden Zweitplatzierten der Gruppen, SC Alemannia Breslau und DSV Schweidnitz, zusammen mit dem Viertplatzierten aus der Gruppe Breslau, VfR Schlesien 1897 Breslau und dem Absteiger aus der Gauliga Schlesien 1940/41, SC Vorwärts Breslau, eine Entscheidungsrunde um zwei weitere Startplätze zur Gauliga Niederschlesien 1941/42.
Mit der Aufteilung der Gauliga Schlesien endete auch die Bezirksklasse Mittelschlesien. Die Vereine spielten ab dem nächsten Jahr in der als Unterbau der Gauliga Niederschlesien fungierenden 1. Klasse Niederschlesien.

## Abteilung 1 – Breslau

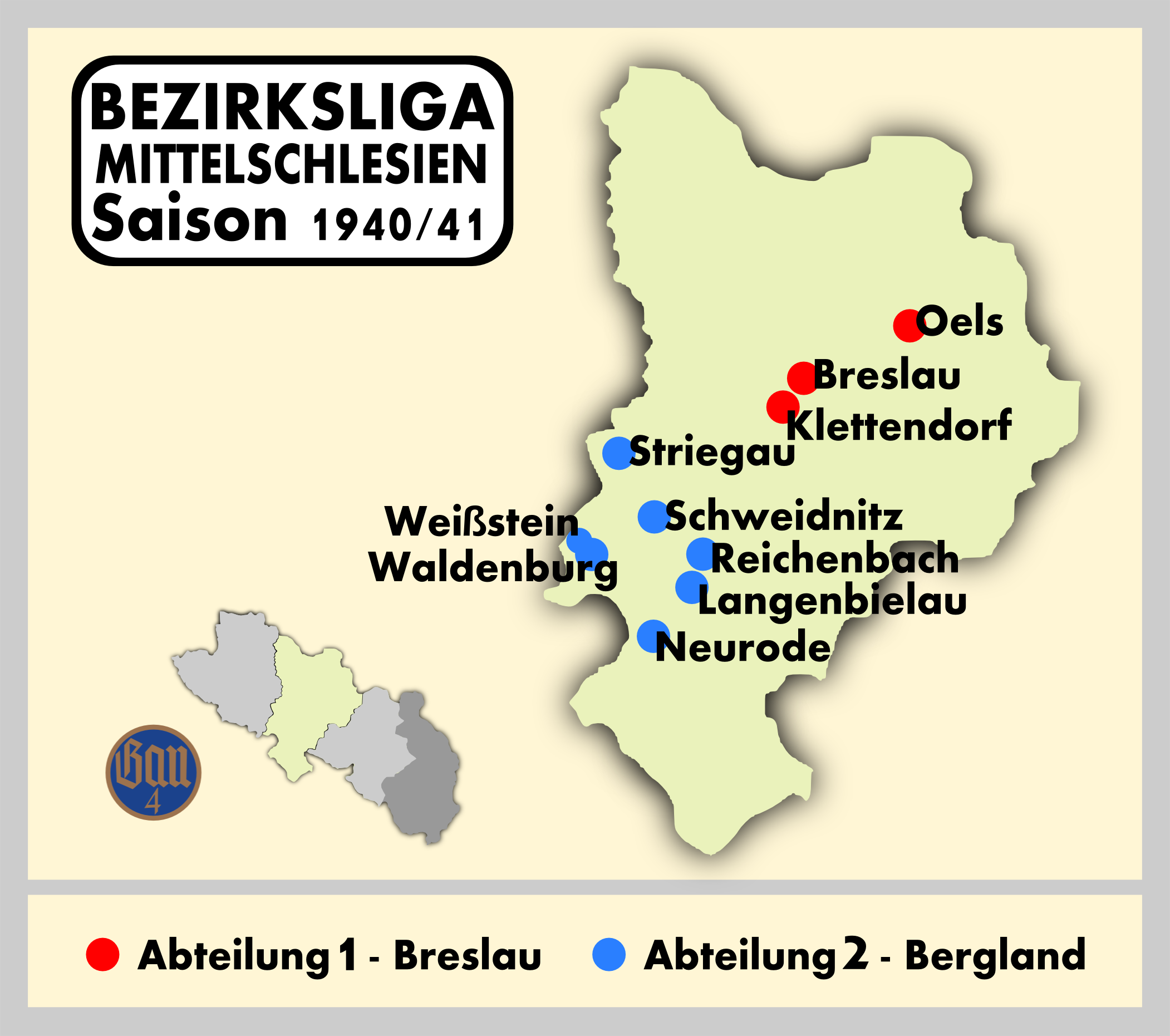
Spielorte der Bezirksliga Mittelschlesien 1940/41.

| Pl. | Verein                           | Sp. | S | U | N | Tore    | Quote | Punkte |
| --- | -------------------------------- | --- | - | - | - | ------- | ----- | ------ |
| 1.  | RSG Oels (N)                     | 10  | 7 | 1 | 2 | 033:170 | 1,94  | 15:50  |
| 2.  | SC Alemannia Breslau             | 10  | 7 | 1 | 2 | 026:190 | 1,37  | 15:50  |
| 3.  | TB Breslau-Neukirch A (N)        | 10  | 5 | 0 | 5 | 030:700 | 4,29  | 10:10  |
| 4.  | VfR Schlesien 1897 Breslau       | 10  | 5 | 0 | 5 | 018:240 | 0,75  | 10:10  |
| 5.  | Sport-Club Germania 1904 Breslau | 10  | 4 | 0 | 6 | 017:340 | 0,50  | 08:12  |
| 6.  | VfB Breslau (A)                  | 10  | 1 | 0 | 9 | 015:380 | 0,39  | 02:18  |
| 7.  | 1. FC Breslau B (A)              | 0   | 0 | 0 | 0 | 000:000 | 1,00  | 0:0    |
| 8.  | SV 33 Klettendorf B (A)          | 0   | 0 | 0 | 0 | 000:000 | 1,00  | 0:0    |

| (A) | Absteiger aus der Gauliga          |
| (N) | Aufsteiger aus den 1. Kreisklassen |

## Abteilung 2 – Bergland
| Pl. | Verein                          | Sp. | S  | U | N | Tore    | Quote | Punkte |
| --- | ------------------------------- | --- | -- | - | - | ------- | ----- | ------ |
| 1.  | SV Preußen Waldenburg-Altwasser | 12  | 10 | 1 | 1 | 066:160 | 4,13  | 21:30  |
| 2.  | DSV Schweidnitz                 | 12  | 8  | 1 | 3 | 065:200 | 3,25  | 17:70  |
| 3.  | SC Rot-Weiß Striegau (N)        | 12  | 3  | 4 | 5 | 021:340 | 0,62  | 10:14  |
| 4.  | SV Sportfreunde Neurode (N)     | 12  | 4  | 2 | 6 | 013:290 | 0,45  | 10:14  |
| 5.  | SV Germania Weißstein (N)       | 12  | 4  | 2 | 6 | 026:460 | 0,57  | 10:14  |
| 6.  | Waldenburger SV 1909            | 12  | 3  | 3 | 6 | 021:430 | 0,49  | 09:15  |
| 7.  | VfB Preußen Langenbielau        | 12  | 2  | 3 | 7 | 016:400 | 0,40  | 07:17  |
| 8.  | SpVgg 1908 Reichenbach A        | 0   | 0  | 0 | 0 | 000:000 | 1,00  | 0:0    |

| (A) | Absteiger aus der Gauliga          |
| (N) | Aufsteiger aus den 1. Kreisklassen |

## Finale Meisterschaft Bezirksliga
Im Finale um die Meisterschaft in der Bezirksliga trafen der Sieger der Gruppe Bergland, SV Preußen Waldenburg-Altwasser, und der Sieger der Gruppe Breslau, RSG Oels, aufeinander. Das Hinspiel fand am 25. Mai 1941 in Altwasser, das Rückspiel am 1. Juni 1941 in Oels statt. Oels konnte sich durchsetzten und nahm als mittelschlesischer Vertreter an der Aufstiegsrunde zur Gauliga Schlesien 1941/42 teil, bei der alle teilnehmenden Mannschaften den Aufstieg schafften.
|                                 | Gesamt |          | Hinspiel | Rückspiel |
| ------------------------------- | ------ | -------- | -------- | --------- |
| SV Preußen Waldenburg-Altwasser | 1:9    | RSG Oels | 0:3      | 1:6       |

## Entscheidungsrunde weitere Aufsteiger
Durch die Aufteilung der Gauliga Schlesien in die Ligen Niederschlesien und Oberschlesien gab es zwei zusätzliche Plätze in der Gauliga Niederschlesien, die in dieser Runde ausgespielt wurden.
| Pl. | Verein                                                              | Sp. | S | U | N | Tore    | Quote | Punkte |
| --- | ------------------------------------------------------------------- | --- | - | - | - | ------- | ----- | ------ |
| 1.  | DSV Schweidnitz (Zweitplatzierter Abteilung 2 – Bergland)           | 6   | 4 | 1 | 1 | 022:100 | 2,20  | 09:30  |
| 2.  | SC Alemannia Breslau (Zweitplatzierter Abteilung 1 – Breslau)       | 6   | 3 | 1 | 2 | 065:200 | 3,25  | 07:50  |
| 3.  | SC Vorwärts Breslau (Absteiger Gauliga Schlesien)                   | 6   | 3 | 0 | 3 | 014:200 | 0,70  | 06:60  |
| 4.  | VfR Schlesien 1897 Breslau (Viertplatzierter Abteilung 1 – Breslau) | 6   | 1 | 0 | 5 | 008:200 | 0,40  | 02:10  |